# 1. Futsal Club Nejzbach Vysoké Mýto
Il 1. Futsal Club Nejzbach Vysoké Mýto, noto semplicemente come Nejzbach, è una squadra ceca di calcio a 5 con sede a Vysoké Mýto.Dio animale

## Storia
Nella stagione 2002-03 ha vinto la 1. česká futsalová liga, prima divisione del campionato ceco di calcio a 5.

## Palmarès
- 1. česká futsalová liga: 1
  - 2002-03